# Sastre (Argentine)
Pour les articles homonymes, voir Sastre.
Sastre est une ville d'Argentine dans la province de Santa Fe ainsi que la capitale du Département de San Martín de ladite province.
Elle se trouve dans le centre-ouest de la province à 139 km de Santa Fe.

## Crédit d'auteurs
- (es) Cet article est partiellement ou en totalité issu de l’article de Wikipédia en espagnol intitulé « Sastre y Ortiz » (voir la liste des auteurs).